# 欧赫迈罗斯
欧赫迈罗斯（古希臘語： [Euhēmeros]）也作欧伊迈罗斯、欧赫墨罗斯、欧凡麦、欧黑梅洛斯、犹希麦如、犹希迈罗斯，是前3世纪时期的神话作家，后世用其名字指认为神祇来源于历史上真实英雄的理论观点，即欧赫迈罗斯主义。著有《圣史》一书，后被古罗马作家恩纽斯翻译为拉丁文，现仅存希腊文原版和拉丁文译本的片段。